# The Cricket on the Hearth (film 1909)
The Cricket on the Hearth è un cortometraggio muto del 1909 diretto da David W. Griffith. Prodotto e distribuito dalla Biograph Company, il film - girato a Fort Lee, nel New Jersey - uscì nelle sale il 27 maggio 1909.
Nel 1914, la Biograph produsse The Cricket on the Hearth, remake tratto dal racconto di Charles Dickens.

## Trama
Dopo tre anni passati in mare, Edward - tornato a casa - scopre che la fidanzata è stata costretta a impegnarsi con un uomo molto più vecchio di lei.

## Produzione
Il film fu prodotto dalla Biograph Company e venne girato a Fort Lee, nel New Jersey.

## Distribuzione
Distribuito dalla Biograph Company, il film - un cortometraggio in una bobina - uscì nelle sale cinematografiche statunitensi il 27 maggio 1909. La pellicola è stata riversata e distribuita in VHS.